# Королі вулиць
Королі вулиць (англ. Street Kings) — американський кримінальний бойовик 2008 року.

## Сюжет
Поліцейський з Лос-Анджелеса жодного разу в житті не замислювався над тим, що його може чекати за межами власного затишного світу. Проте зі смертю коханої дружини в його життя входить темна, нещадна, відчайдушна порожнеча. Ладлоу вимушений діяти, коли його ж власні друзі-соратники звинувачують у вбивстві. Так починається боротьба людини за своє місце у світі, який дедалі більше контролюється зовнішніми силами.

## У ролях
- Кіану Рівз — Детектив Том Ладлоу
- Форест Вітакер — Капітан Джек Вандер
- Г'ю Лорі — Капітан Біггс
- Кріс Еванс — Детектив Пол «Диско» Дискант
- Террі Крюс — Терренс Вашингтон
- Наомі Гарріс — Лінда Вашингтон
- Аморі Ноласко — Космо Сантос
- Джон Корбетт — ДеМілля
- Седрік «Розважальник» — Скріббл
- Common — Fake Coates
- Кле Шахід Слоан — Фремонт
- Джей Мор — Сержант Майк Клейді
- Марта Ігареда — Грейс Гарсія
- Кеннет Чой — Бос Кім
- The Game — Грілл
- Девід Еєр — камео